# كا (شخصية خيالية)

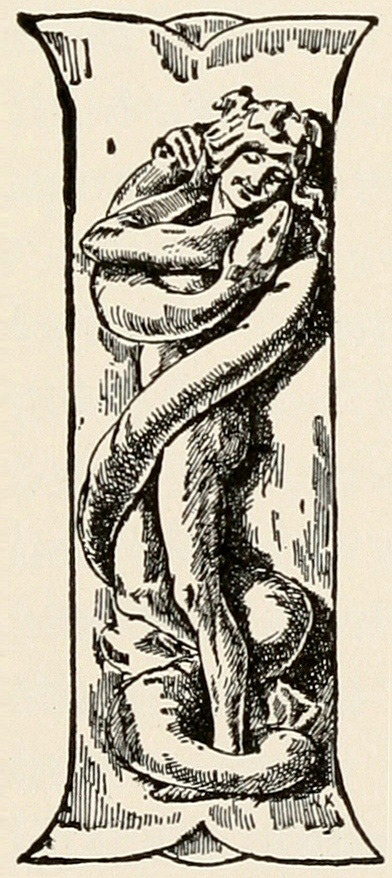
الحرف المزخرف "I" من كتاب الأدغال: بداية فصل "الكلب الأحمر" مع تصوير ماوكلي وكا

كا (Kaa) هي شخصية خيالية من قصص كتاب الأدغال التي كتبها روديارد كيبلينج. وهو ثعبان عملاق يبلغ طوله من 30 قدم (9.1 م).
في الكتب والعديد من الأفلام السينمائية، كان كا الثعبان حليفًا وصديقا للبطل ماوكلي الشخصية الرئيسية في كتاب الأدغال، حيث كان بمثابة صديق ومعلم موثوق به أو شخصية أب إلى جانب باغيرا وبالو. ومع ذلك، فإن التعديلات السينمائية التي أجرتها شركة ديزني تصوره باعتباره خصمًا ثانويًا يحاول أكل ماوكلي.